# 2,6-二苦氨基-3,5-二硝基吡啶
2,6-二苦氨基-3,5-二硝基吡啶（代号：PYX）是一种综合性能优良的耐热炸药，目前主要运用于石油钻探及航空航天领域。由于在耐热性、机械感度和爆炸能量方面的优势，PYX正逐步取代六硝基茋。

## 物理性质
PYX属单斜晶系，空间群为P21/c，晶胞参数为a=1.3796nm，b=1.7130nm，c=1.5313nm，β=98.73°，V=3.5769nm3，Z=4。工业生产的PYX晶体一般呈针状或棒状，使用N-甲基吡咯烷酮作为溶剂，水作为反溶剂重结晶可使得其转化为立方体状，略微升温还可使立方体边缘变得平滑。经上述处理后的PYX晶型不会变化，但晶体粒径明显下降，熔点和分解温度略微提升，撞击感度和摩擦感度显著下降。此外，PYX还可在多种溶剂-反溶剂体系下通过类似方法改变晶体形状，但所得产物性能存在巨大差异。
PYX在水、乙腈、甲醇、氯仿、1,2-二氯乙烷等常规溶剂中的溶解度均很小，仅溶于二甲基甲酰胺、二甲基亚砜、N-甲基吡咯烷酮等少数溶剂。
PYX耐热性能较好，初始分解温度约为360°C，300°C下放置24小时失重1%。PYX的热稳定性能主要由硝基氧原子与环结构氢原子及-NH-基团之间的氢键、分子碳骨架中的偶联效应两个因素共同决定。其缓慢升温状态下的热分解反应首先发生在-NH-基团苯环对位和吡啶邻位的硝基上，分别形成亚硝酸酯基和类呋咱型环状结构，随后脱去一氧化氮形成不稳定的中间体，之后苯环分解形成五元环，吡啶上的结构进一步分离并放出多种气体，最终吡啶环破裂，放出氰化氢并形成较简单结构。PYX热分解反应流程如下：

## 制备工艺
关于PYX制备的研究最早见于美国原子能委员会相关项目，将2,6-二氨基吡啶与二倍摩尔量的三硝基氟苯在二甲基甲酰胺体系下反应可以生成2,6-双苦氨基吡啶，再将该物质经硝酸硝化即可制得PYX，最终产率为67%至70%，但如三硝基氟苯过量则无法制得目标产物。制备过程的第一步中还可使用三硝基氯苯与氟化钠在溶剂中生成三硝基氟苯参与反应，反应收率约为87%至90%，若不加入氟化钠，则收率降至50%以下。制备流程示意图如下：
上述方法存在废料较多、硝化前需要净化的缺陷，之后又出现了多种改良方案。将三硝基氟苯的氟取代基扩展至大多数卤素取代基或替换为含有1至4个碳的烷氧基，添加至少一种碱金属的碳酸盐，使各原料在质子溶剂中反应后用高于90%浓度的硝酸处理，可在基本不影响产率的情况下除去净化步骤并显著提高产物熔点。若使用极性非质子溶剂，则可在其中加入一定量氧化镁并在第一步反应期间维持沸腾温度，也能在维持产率的同时去除净化步骤。此外，上述2种方法还能有效减少有害废料产出。
此外，还有研究提出以2,6-二氨基吡啶为原料，先与1-氯-2,4-二硝基苯缩合引入第1个苯环，随后再通过三硝基氯苯引入第2个苯环，最终进行硝化，补齐吡啶环上的2个硝基以及第1个苯环上的第3个硝基。该工艺可以全程使用廉价的异丙醇作为溶剂，但会使得流程有所延长。该研究还证明了异丙醇、正丁醇、丙酮、乙醇溶剂体系下使用1-氯-2,4-二硝基苯均无法获得双边缩合产物，但二甲基甲酰胺体系下能够以60%得率完成双边缩合反应。工艺流程如下：
PYX硝化步骤废酸残余较多，由于该药及其中间产物热分解温度较高的性质，无法采用加热方法将其从溶液中去除并蒸馏回收硝酸。向尿素溶液中加入稀释后的废酸可直接生产工业级硝酸脲，PYX及其生产过程的中间产物会混杂于产品之中，在基本不改变硝酸脲理化性质的同时提升产品爆炸性能，目前已大范围运用于油田井道作业。反应结束后的酸液浓度降至较低水平且基本不含有机化合物，在进一步稀释后可直接排放。

## 爆炸性能
PYX氧平衡为-55.36%，属负氧平衡炸药。其爆热为4993kJ/kg，爆温3651K，爆压24.5GPa，爆速7713m/s，爆容618L/kg。